# Диссимиляция (лингвистика)
Диссимиля́ция (от лат. dis- — приставка, означающая разделение, отрицание («раз/рас») и similis «подобный», то есть «расподобление», «расхождение») — в фонетике и фонологии под диссимиляцией понимают процесс обратный ассимиляции, то есть два или более одинаковых или близких по типу звука расходятся в произношении всё дальше. В целом, диссимиляция выражается в замене одного из двух одинаковых или похожих (по месту образования) звуков другим, менее сходным по артикуляции с тем, который остался без изменений. Как феномен встречается несколько реже ассимиляции, хотя статистически её частотность варьирует в зависимости от конкретного языка.

## Характеристика
Диссимиляция является разновидностью изменения звуков в потоке речи.
Как фонетическое явление диссимиляция отмечается на разных этапах истории самых разнообразных языков. Диссимилятивные явления могут носить массовый характер, превращаясь со временем в языковой закон, но может ограничиваться отдельными диалектами языка, говорами, или же просто просторечием малообразованной части населения. Подобно ассимиляции, диссимиляция может быть прогрессивной (то есть движущейся вперёд к концу слова и изменяющей второй и/или последующий компоненты) и регрессивной (движущейся назад, затрагивающей предыдущие компоненты). Также, более детальный фонетический анализ позволяет выявить диссимиляцию диахроническую (когда изменяется лишь один звук) и синхроническую (когда изменяются два и более сразу).

## Примеры
Примечательно, что в литературном русском языке морфологически или фонетически закреплённая диссимиляция практически не встречается, однако этимологический анализ ряда слов позволяет выявить следы её наличия в прошлом. Классический пример — эволюция современного слова «февраль» (ранее «февраръ» от лат. februarius); другие примеры: «верблюд», из др.-рус. «вельблудъ»; «мягкий, мягок», из др.-рус. «мякъкъ», сравните «мякоть»; «слобода», из «свобода» (диссимиляция губных в, б); «конфорка» из «комфорка»; «кочегар», из «кочергар», от «кочерга». В просторечии ранее также отмечались ненормативные примеры диссимиляции типа: «секлетарь» (вместо «секретарь»), «колидор» (вместо «коридор»), «транвай» (вместо трамвай) и т. д.

### Диссимиляция гласных
Чаще всего встречается диссимиляция согласных, но иногда в этом процессе задействованы и гласные звуки. Пример: лат. bonus > buono > исп. bueno («хороший», «вкусный»), где губные элементы новообразованного дифтонга диссимилировались и один из них в ходе процесса утратил лабиальность uo > ue.

## Научные исследования
Российский учёный А. Мусорин сделал следующие предварительные выводы относительно феномена фонетической диссимиляции после длительного изучения диссимилятивных процессов в разных языках (русском, аварском, осетинском, караимском, готском, грузинском, орхоно-енисейском). Выводы эти были следующими:
- Диссимиляция бывает чисто фонетической, но может носить и морфонологический характер.
- Во всех рассмотренных им языках диссимиляция была либо чисто фонетической (русский), либо морфонологической. Ни в одном из рассмотренных языков не были встречены сразу оба вида диссимиляции.
- Фонетическая диссимиляция всегда носит контактный характер. Морфонологическая диссимиляция может быть как контактной (в орхоно-енисейском), так и дистактной (в готском, грузинском).
- Как фонетическая, так и морфонологическая диссимиляция связана в каждом из рассмотренных нами языков с ограниченным количеством звуков (к примеру, в караимском диссимилирует только согласный [л]); наибольшее количество подвергающихся диссимиляции звуков имели вымерший готский язык и современный исландский язык.
- Наличие в языке диссимиляции как первого, так и второго типа не связано с его генеалогической принадлежностью к какой-либо группе родственных языков или с ареалом его распространения.